# ミッドナイト・ランナー
『ミッドナイト・ランナー』（朝: 청년경찰）は、2017年に公開された韓国映画。原題の日本語訳は「青年警察」。監督・脚本はキム・ジュファン。パク・ソジュン、カン・ハヌルのダブル主演。

## ストーリー
感情先行型の行動派ギジュン（パク・ソジュン）と理論重視の頭脳派ヒヨル（カン・ハヌル）は、警察大学で勉強し始めて2年になる警察官の卵。ある夜、親友の2人は外出先で女性の拉致事件を目撃する。学校で学んだとおりに警察に通報する2人だったが、警察は別の誘拐事件の捜査をしており、2人が目撃した事件を積極的に捜査しようとはしなかった。学んだ知識から女性の命が危険にさらされていると考えた2人は、独自に女性の行方を調べることを決める。

## キャスト
※括弧内は日本語吹替
- パク・ギジュン: パク・ソジュン（駒田航） - 警察大学生。
- カン・ヒヨル: カン・ハヌル（福西勝也） - 警察大学生。
- ヤン・ソンイル教授: ソン・ドンイル（蓮岳大） - 警察大学の教官。
- イ・ジュヒ: パク・ハソン（有賀由樹子） - 警察大学の教官。管制センターに勤務する。
- ヨンチョン: コ・ジュン（宮本克哉） - 誘拐犯のボス。
- イ・ユンジョン: イ・ホジョン（三重野帆貴） - 誘拐された女子高生。
- ジェホ: ペ・ユラム - 警察大学生。
- グノ: チョジュン - 誘拐犯。

## スタッフ
- 監督・脚本：キム・ジュファン
- 脚色：ハン・サンウン
- プロデューサー：イ・ジュヌ
- 助監督：ラ・ドンジン
- 撮影：チョ・サンユン（C.G.K）
- 照明：パク・チュンギュ
- 編集：キム・チャンジュ
- 音楽：チョン・ジノ
- 美術：チェ・ギホ
- 武術：キム・ジュンソン（Triple-A）
- 製作会社：ムビラク、図書館横スタジオ、グッドラックスタジオ
- 配給（韓国）：ロッテエンタテインメント（朝鮮語版）

## 受賞歴
- 2017年度
  - 第54回大鐘賞：新人男優賞（パク・ソジュン）
  - 第37回韓国映画評論家協会賞：男子新人賞（パク・ソジュン）
  - 第9回今年の映画賞：新人男優賞（パク・ソジュン）

## 朝鮮族差別
本作中では朝鮮族が臓器売買を行う犯罪集団のように描かれていたため、在韓朝鮮族団体は上映の中断と制作陣の謝罪を要求しており、製作会社の「Movie Rock」を訴えた。2020年6月、ソウル中央地方法院は映画の中の朝鮮族の描写について、「架空の事実が含まれており、映画によって不快感や疎外感などを持ったように見える」として和解勧告の決定を下した。また、「Movie Rock」側は既に同年4月に朝鮮族団体側に謝罪文を渡した。
なお、作中に朝鮮族を明確に言及した部分は日本語字幕に訳出されていない。

## 関連作品
- 未満警察 ミッドナイトランナー - 日本テレビで2020年4月期にリメイク版として放送されたテレビドラマ。